# Parafia Matki Bożej Królowej Świata w Radomiu

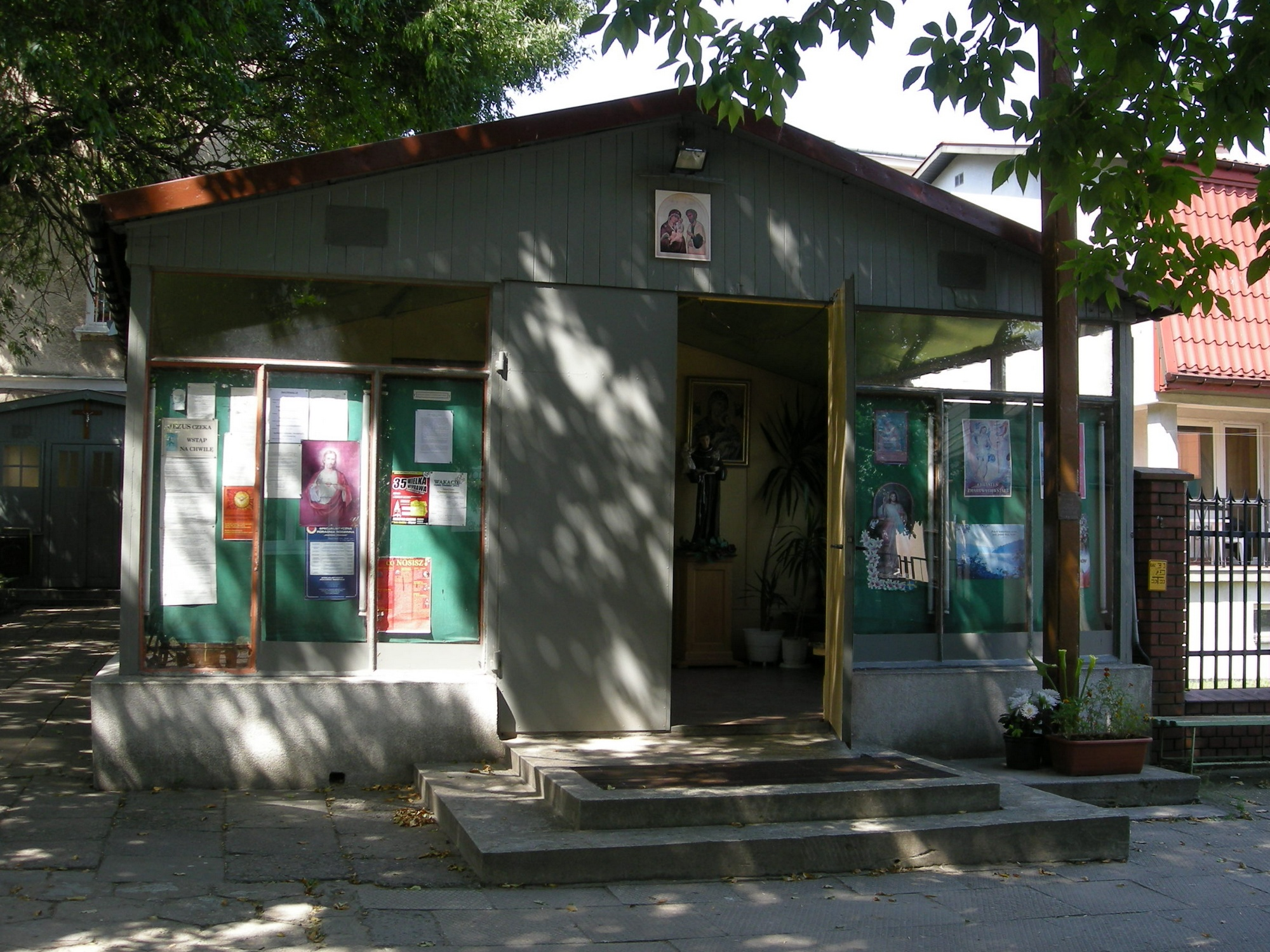
Kaplica na ul. Siennej

Parafia Matki Bożej Królowej Świata w Radomiu – rzymskokatolicka parafia znajdująca się w Radomiu, w dekanacie Radom-Centrum należącym z kolei do diecezji radomskiej.

## Historia parafii
- 31 grudnia 1938 roku – z inspiracji ks. prałata Dominika Ściskały Towarzystwo Dobroczynne nabyło kamienicę przy ul. Siennej 7/9 z przeznaczeniem na cele opiekuńczo-charytatywne, głównie ochronkę dla dzieci, gdzie podjęły pracę Siostry Miłosierdzia (szarytki) z s. Antoniną (Zofią Mingoć) na czele
- 30 października 1939 roku – ks. Józef Kuraś dyrektor „Caritas”, odprawił w domu pierwszą mszę św., co stało się praktyką w niedziele i święta
- 1943 – budowa murowanej kaplicy przylegającej do budynku (dzisiejsze prezbiterium) nazwanej przez okolicznych mieszkańców „naszym kościółkiem”
- 1945 – powiększenie „naszego kościółka” o poniemiecki barak, który służył w niedziele i święta jako miejsce sprawowania mszy św., a w dni powszednie jako miejsce zabaw dzieci z ochronki
- 29 maja 1959 – księża Filipini podjęli „stałą posługę duszpasterską w kaplicy” przy Siennej;
- 9 grudnia 1959 roku – ks. bp. Jan Kanty Lorek erygował przy kaplicy Wikariat Eksponowany, przyznając Księżom Filipinom szeroką autonomię w ramach pracy duszpasterskiej
- 21–22 czerwca 1972 – nawiedzenie wspólnoty duszpasterskiej przez obraz Matki Bożej Częstochowskiej – Królowej Polski, uroczystej mszy św. przewodniczył sługa Boży ks. bp. Piotr Gołębiowski
- 8 września 1972 – prawne erygowanie Kongregacji Oratorium św. Filipa Neri w Radomiu przez ks. bpa Piotra Gołębiowskiego
- 1 maja 1981 – powołanie do istnienia Parafii Matki Bożej Królowej Świata przez ks. bpa Edwarda Materskiego
- 6 czerwca 1982 – poświęcenie palcu pod budowę nowego kościoła usytuowanego u zbiegu ulic Grzybowskiej i Katowickiej przez bp. Stanisława Sygneta
- 16 września 1984 – wmurowanie kamienia węgielnego pod budowę nową świątynię zaprojektowaną przez architekta Wojciecha Gęsiaka
- 25 grudnia 1984 – pierwsza msza św. (Pasterka) w dolnym kościele, co zapoczątkowało stałą posługę liturgiczną we wznoszonym obiekcje sakralnym
- 1 września 1991 – na terenie parafii rozpoczyna działalność Katolickie Liceum Ogólnokształcące im. św. Filipa Neri
- 20 maja 1994 – poświęcenie parafii Najświętszemu Sercu Pana Jezusa na zakończenie misji świętych poprowadzonych przez o. Czesława Blocha (sercanina)
- 1996 – przeniesienie działalności duszpasterskiej (oratoryjno-parafialnej) do budynku przy ul. Grzybowskiej 22
- 11 września 1999 – pierwsza msza św. odprawiona na płycie górnego kościoła z okazji 40 rocznicy pobytu Księży Filipinów w Radomiu
- 18 grudnia 2011 – konsekracja świątyni dokonana przez bp. Henryka Tomasika

## Zasięg parafii
Parafia Matki Bożej Królowej Świata swoim zasięgiem obejmuje obszar północno-wschodniej części Radomia (głównie osiedla „Nad Potokiem”). Aktualnie liczy około 12 500 mieszkańców.
W dużej części parafię pokrywają bloki zamieszkane głównie przez środowiska robotnicze, często w wieku emerytalnym. Na jej terenie znajdują się dwa przedszkola, cztery szkoły, dom dziecka, dom opieki społecznej, ośrodek szkolno-wychowawczy dla dzieci niewidomych i niedowidzących co w znacznym stopniu kształtuje obraz aktywności duszpasterskiej.
Patronami Parafii są: Matka Boża Królowa Świata (odpust – 22 sierpnia) oraz św. Filip Neri (odpust – 26 maja). Posługę duszpasterską sprawują kapłani Kongregacji Oratorium św. Filipa Neri, kładąc szczególny nacisk na formację modlitewno-sakramentalną, wychowanie dzieci i młodzieży oraz szerzenie szeroko pojętej kultury, zachowując ducha radości i chrześcijańskiego personalizmu.
Do parafii należą mieszkańcy ulic: Batorego, Fałata, Filtrowa (nr 6, 8, 13, 15, 15a, 17a), Grzybowska, Kaliska, Katowicka, Kolberga, Lindego,  Lubelska (od Żeromskiego do Wojska Polskiego), Małęczyńska, Młynarska (nr 4, 9, 8, 10a, 10b), Olsztyńska, Sadkowska, Siemiradzkiego, Sienna, Struga (nr parzyste od 58 do 134), Szklana, Wodna (od nr 5 do 26), Zbrowskiego (od nr 14 do 72), Żeromskiego (nr nieparzyste od 87 do 119).

## Duszpasterstwo
Praca duszpasterska obejmuje swym zasięgiem następujące obszary:
- duszpasterstwo liturgiczno-sakramentalne (celebracja mszy św. i nabożeństw, udzielanie sakramentów, prowadzenie uroczystości pogrzebowych)
- duszpasterstwo katechetyczne
- duszpasterstwo grup formacyjnych
- duszpasterstwo narzeczonych
- duszpasterstwo chorych
- duszpasterstwo charytatywne